# قائم مقاميتي جبل لبنان

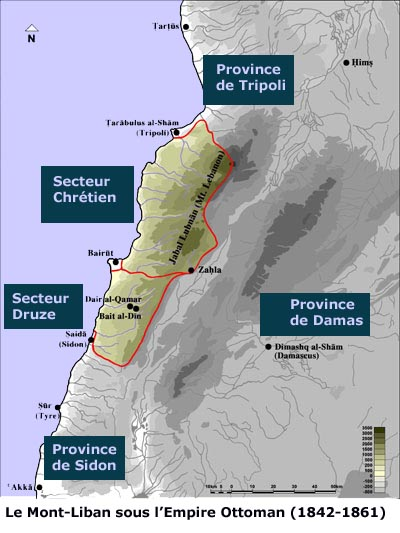
خريطة الحكم العثماني للبنان 1842-1861

القائم مقاميتين هو نظام سياسي عثماني لحكم لبنان كان قائمًا بين سنة 1843م و1861م بحيث قُسم لبنان إلى مقاطعتين: قائمقامية جنوبية يحكمها درزي وقائمقامية شمالية يحكمها ماروني. وانتهت بقيام نظام المتصرفية عام 1861م إثر المجازر بين الدروز والموارنة.

## تاريخ
على إثر الاضطرابات التي حصلت في لبنان بين المسيحيين والدروز بتشجيع من الأوروبيين والمصريين، اقترح مستشار النمسا الأمير كليمنس فون مترنيش على العثمانيين تقسيم لبنان إلى قائممقاميتين بحيث يحكم الأمراء الدروز المناطق الجنوبية المختلطة ويعين العثمانيون حاكمًا مسيحيًا للمناطق الشمالية ذات أغلبية مسيحيّة.